# Větka
Větka (bělorusky Ветка, rusky Ветка) je běloruské město, které se nachází v Homelské oblasti, na řece Sož. Leží na východě běloruského Polesí a je administrativním centrem Větkaŭského rajónu. V roce 2009 zde žilo na 7 927 obyvatel.

## Historie
Větka byla založena roku 1685 komunitou starověrců, kteří sem kvůli pronásledování přišli z Ruska (tehdy se území nacházelo v Litevském velkoknížectví). Byla pojmenována podle ostrova v řece Sož, jehož jméno v překladu znamená "větev." V roce 1986 bylo město těžce zasaženo Černobylskou jadernou havárií.